# Exoprosopa dux
Exoprosopa dux är en tvåvingeart som först beskrevs av Christian Rudolph Wilhelm Wiedemann 1828.  Exoprosopa dux ingår i släktet Exoprosopa och familjen svävflugor. Inga underarter finns listade i Catalogue of Life.